# Severní Epirus

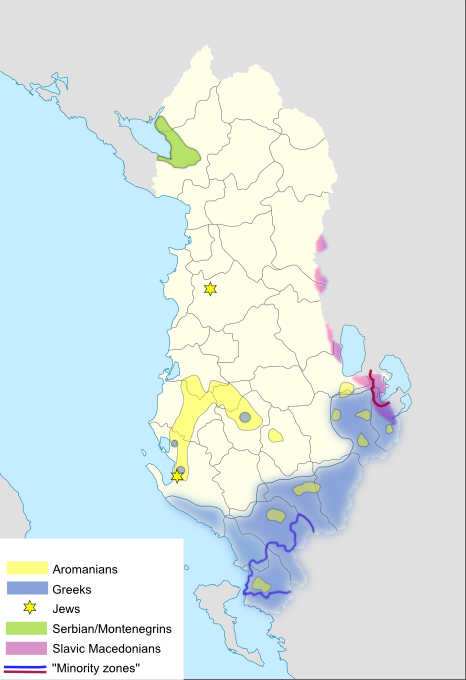
Modře vyznačena část Albánie obývaná převážně Řeky

Severní Epirus (Βόρειος Ήπειρος) je označení, které používají Řekové pro nejjižnější část Albánie, kde žije řecky mluvící menšina a která je předmětem sporu mezi oběma státy. Největším městem je Gjirokastër (řecky Αργυρόκαστρον).
Po vyhlášení albánské nezávislosti vyhlásili Řekové nárok na oblast, která byla součástí historického Epiru a kterou obývali převážně Řekové. 28. února 1914 vyhlásil Georgios Christakis-Zografos nezávislou Autonomní republiku Severního Epiru (Αυτόνομος Δημοκρατία της Βορείου Ηπείρου), která existovala do září 1916. Na Pařížské konferenci vznesli Řekové opět nárok na Severní Epirus, ale v roce 1921 oblast obsadil Albánci s italskou podporou. Další pokus o řecký zábor oblasti proběhl v letech 1940 až 1941, kdy zde operovala Fronta osvobození Severního Epiru (Μέτωπο Απελευθέρωσης Βορείου Ηπείρου).
V roce 1996 byla podepsána řecko-albánská smlouva uznávající současné hranice, v oblasti však stále občas dochází k etnicky motivovaným nepokojům.